# 투손 토로스
투손 토로스(Tucson Toros)는 미국 애리조나주 투손을 연고지로 했던 마이너 리그 베이스볼 팀이다.
1969년부터 1997년까지 퍼시픽 코스트 리그(PCL)에 속해 있던 트리플 A 팀이었으며, 1991년과 1993년에 리그 우승을 차지했다. 다양한 메이저 리그 팀 산하에 있었으며, 휴스턴 애스트로스 산하에 가장 오래 있었다. 1998년부터 2008년까지 투손 사이드와인더스(Tucson Sidewinders)라는 팀명을 사용했으며, 2006년에 리그 우승과 트리플 A 팀의 우승팀을 가리는 대회에서의 우승을 차지했다.
2009년과 2010년에 골든 베이스볼 리그에 참가했다. 2011년 말에 해체되었다.

## 역대 주요 선수
- 보비 아브레우
- 로니 벨리아드
- 크레이그 비지오
- 켄 캐미니티
- 랜디 초트
- 알렉스 신트론
- 크레이그 카운셀
- 데이비드 델루치
- 스티븐 드루
- 에루비엘 두라조
- 애덤 던
- 마이크 페터스
- 필 가너
- 에드가르 곤살레스
- 루이스 곤살레스
- 제이슨 그림슬리
- 코너 잭슨
- 제프 젱킨스
- 랜디 존슨
- 토드 존스
- 제프 주덴
- 대릴 카일
- 김병현
- 트래비스 리
- 케니 로프턴
- 리오 마조니
- 마크 맥레모어
- 데미안 밀러
- 멜빈 모라
- 필 네빈
- 카를로스 쿠엔틴
- 셰인 레이놀즈
- 레지 샌더스
- 커트 실링
- 채드 트레이시
- 페르난도 비냐
- 빌리 와그너
- 맷 윌리엄스
- 토니 워맥